# 赛义德·布哈贾
赛义德·布哈贾（阿拉伯语：‎；1938年4月22日—2020年11月25日），阿尔及利亚政治人物，曾任国民议会议长。

## 生平
1938年生于法属阿尔及利亚斯基克达。1962年阿尔及利亚独立后，积极参加民族解放阵线青年翼，成为君士坦丁省书记处成员。毕业于阿尔及尔大学法学专业。长期担任国民议会议员，曾任对外关系委员会主席（1997年－2002年）、阿中友好小组主席等职。也是民族解放阵线中央政治局委员。2017年5月以356票当选国民议会议长。
2018年10月1日，有351名议员联名向布哈贾递交抗议信，以议会违规和违法为由要求他辞职。10月24日，国民议会选举穆阿德·布沙里卜为新任议长，以替换布哈贾。
2020年11月25日逝世。